# Fouta-Djallon

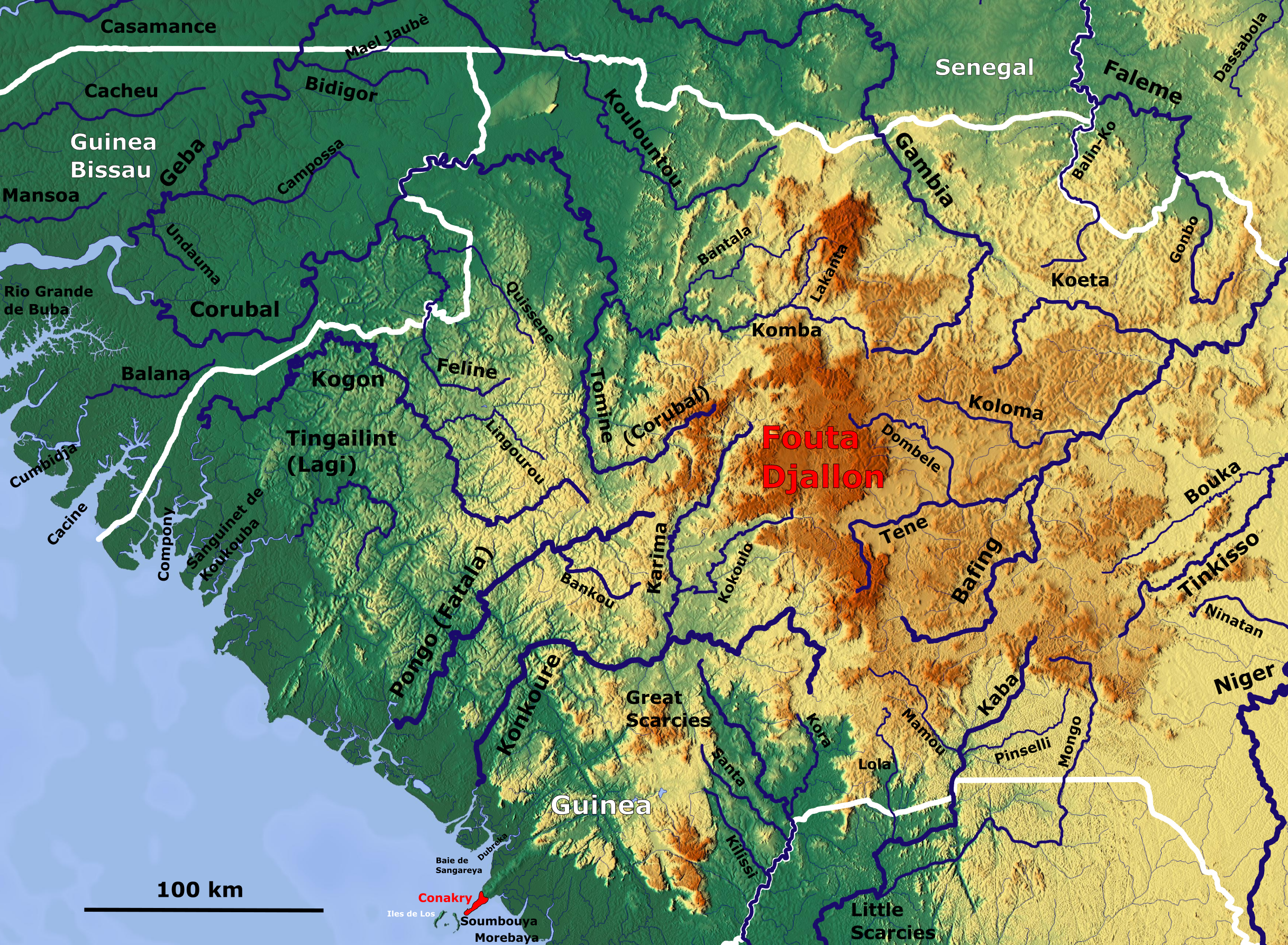
Fouta Djallon

Fouta-Djallon este podiș situat în Guineea și supranumit „Castelul de apă al Africii de Vest“, deoarece aici își au sursa fluvii importante ale continentului ca: Niger, Senegal, Koliba și Gambia. Cu o suprafață de 81.952 km2 și o altitudine medie de 1.000 m, Fouta-Djallon este un ansamblu de câmpii și dealuri, care are altitudinea maximă de 1.155 m în muntele Loura.

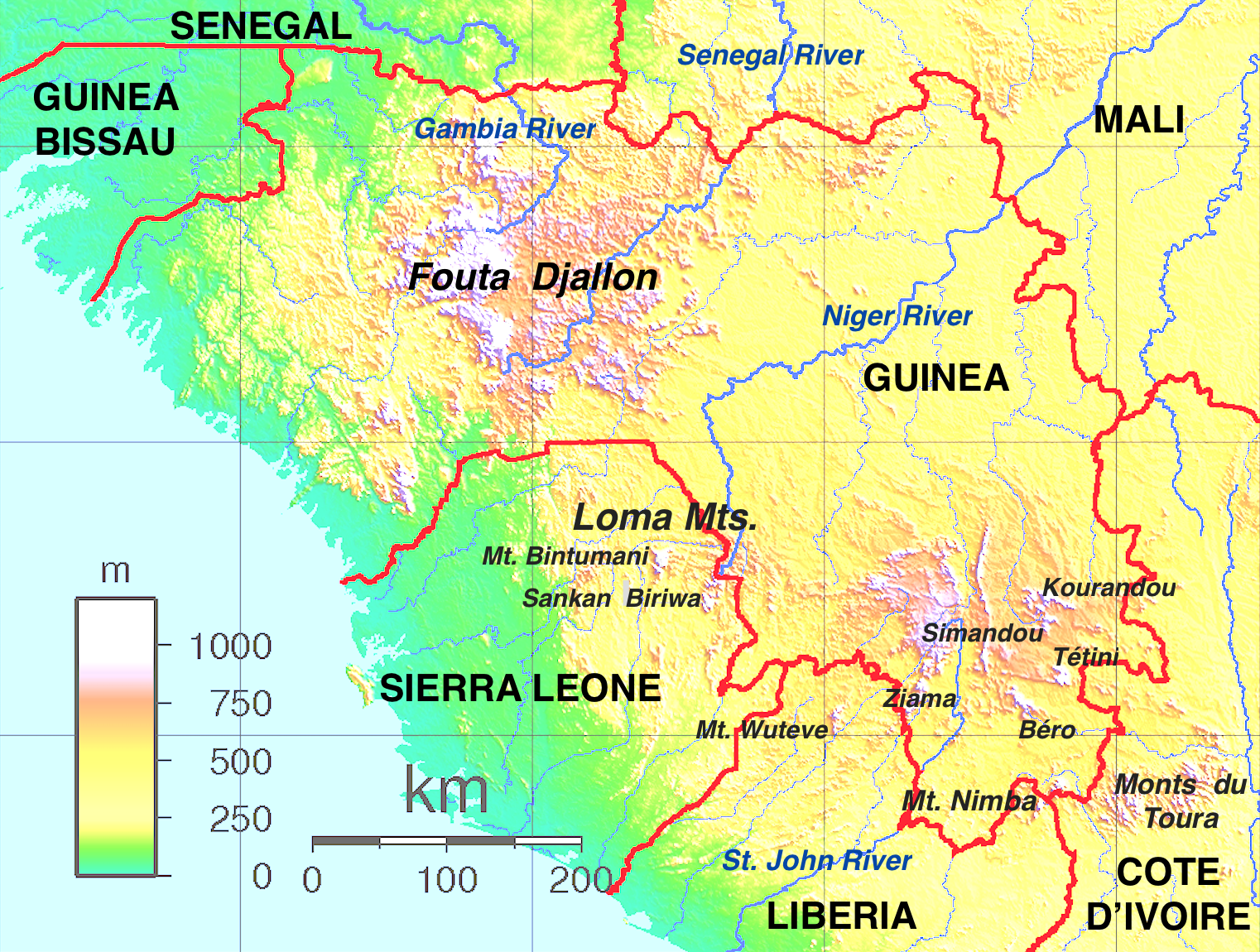
Podișurile Guineii
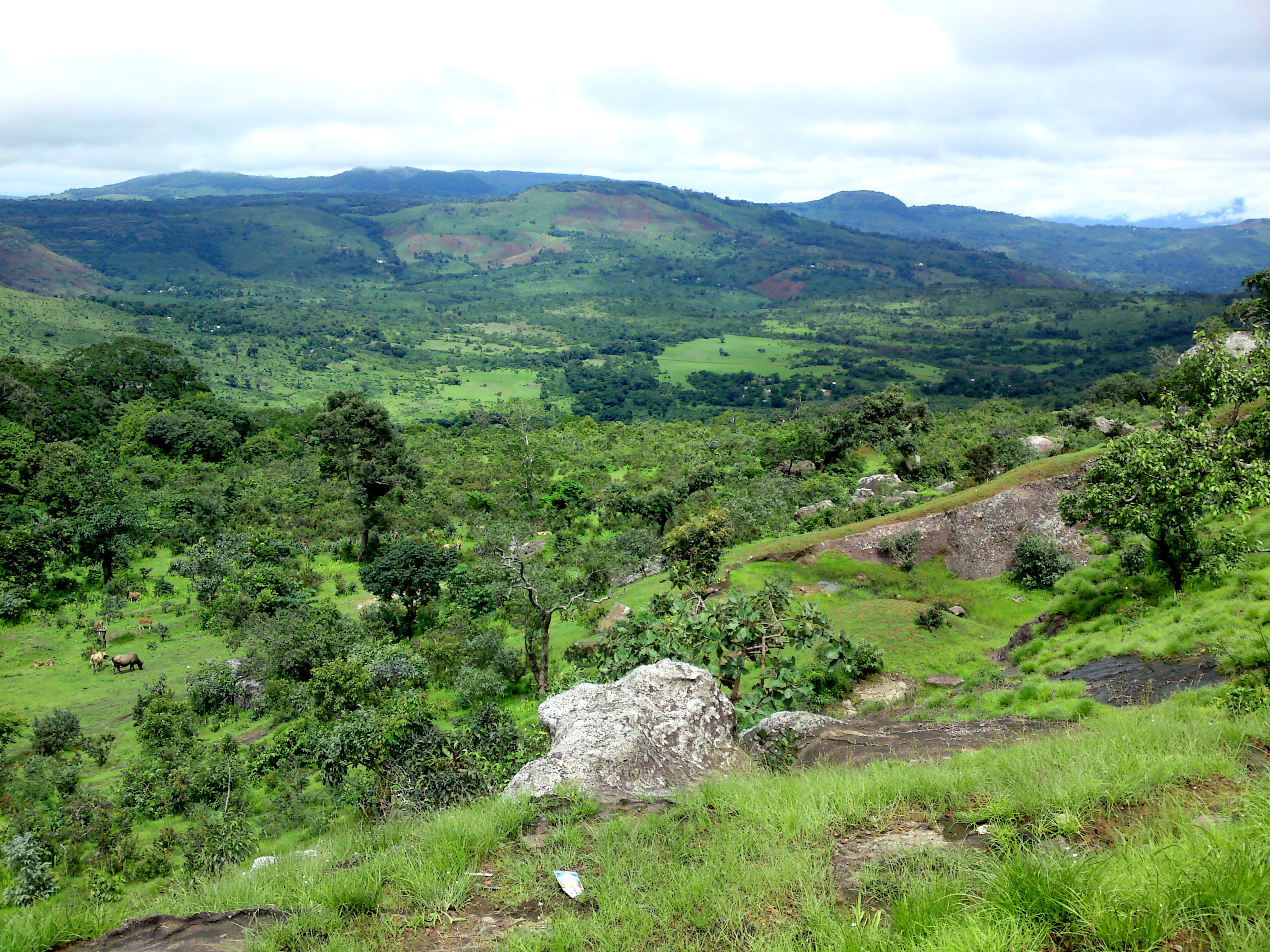
Peisaj montan
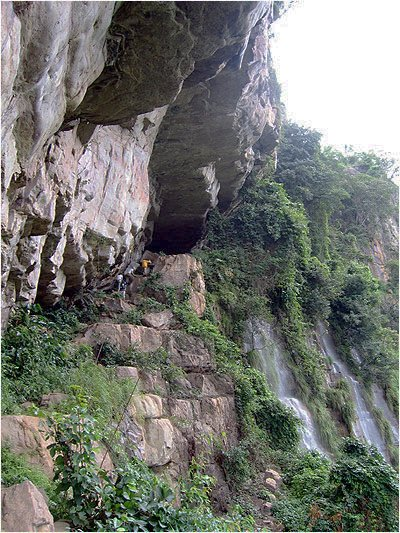
Un canion